# Mircea Cornișteanu
Mircea Cornișteanu (n. 13 aprilie 1944, București, România) este un scenarist român, director și regizor de teatru. A primit peste 20 de premii pentru regie sau pentru cel mai bun spectacol la diferite competiții și festivaluri. A primit Premiul Uniter pentru întreaga activitate în anul 2010 (regizor).

## Biografie
A absolvit în 1967 Facultatea de Limba și Literatura Română a Universității București și în 1974 Facultatea de Regie Teatru a  Institutului de Artă Teatrală și Cinematografică „Ion Luca Caragiale” din București, clasa profesorului Radu Penciulescu.
În perioada 1973-1990, Cornișteanu a fost regizor la Teatrul Național Craiova, în perioada 1990-1999, a fost regizor al Teatrului „C. I. Nottara” și în 1997-2000, a fost regizor și director al Teatrului „Sică Alexandrescu”, Brașov.
A fost membru fondator, membru al comisiei de cenzori (1990- 1994) și membru al Senatului UNITER în două legislaturi 1994 - 1998 și 1998 - 2002.
În 2004, a fost decorat cu Ordinul Național Serviciul Credincios în grad de Cavaler.

## Filmografie

### Scenarist
- Divorț... din dragoste (1992) - în colaborare cu Titus Popovici

## Legături externe
- Mircea Cornișteanu la CineMagia

## Vezi și
- Listă de regizori de teatru români